# Мао (рід птахів)
Мао (Gymnomyza) — рід горобцеподібних птахів родини медолюбових (Meliphagidae). Представники цього роду мешкають на островах Меланезії і Полінезії.

## Види
Виділяють чотири види:
- Мао зелений (Gymnomyza viridis)
- Мао фіджійський (Gymnomyza brunneirostris)[5]
- Мао самоанський (Gymnomyza samoensis)
- Мао новокаледонський (Gymnomyza aubryana)

Можливо, рід Gymnomyza є поліфілітичним. Молекулярно-генетичне дослідження показало, що види Gymnomyza viridis і Gymnomyza brunneirostris тісно пов'язані між собою. Вид Gymnomyza samoensis є близьким до клади, що включає роди Фулегайо (Foulehaio) і Кадавуйський медолюб (Meliphacator). Вид Gymnomyza aubryana належить до окремої давньої лінії.

## Етимологія
Наукова назва роду Gymnomyza походить від сполучення слова дав.-гр. γυμνος — голий і наукової назви роду Медовиця (Myza).